# Giuseppe Vessicchio
Giuseppe Vessicchio (Nápoles, 17 de marzo de 1956) más conocido como Peppe o Beppe Vessicchio, es un músico, compositor y director de orquesta italiano. A lo largo de su trayectoria se ha especializado en el ámbito de la música ligera y de los programas de televisión, particularmente como director de orquesta en el Festival de la Canción de San Remo.

## Biografía
Comenzó su carrera artística en los años 1970 como arreglista para varios autores napolitanos, así como miembro fundador del trío cabaretístico Il Trettré, y se dio a conocer a nivel nacional de la mano del cantante Gino Paoli. En la década de 1980, coincidiendo con la irrupción de la televisión privada en Italia, se convierte en director de orquesta y productor en diversos programas musicales, entre ellos el show de variedades Buona Domenica y el concurso Amici di Maria De Filippi en Canale 5, donde también ha ejercido de jurado.
Vessicchio es especialmente conocido entre el público italiano por sus participaciones como director de orquesta en el Festival de la Canción de San Remo; debutó en 1990 y desde entonces ha participado en un total de veintiséis ediciones. A lo largo de su carrera ha sido el director de cuatro canciones ganadoras: Sentimento, de Piccola Orchestra Avion Travel (2000), Per dire di no, de Alexia (2003), Per tutte le volte che, de Valerio Scanu (2010) y Chiamami ancora amore, de Roberto Vecchioni (2011).
En el ámbito discográfico, ha trabajado como compositor, músico y arreglista para artistas consagrados como Andrea Bocelli, Elio e le Storie Tese, Max Gazzè, Mia Martini, Ornella Vanoni, Ron, Sergio Dalma y Zucchero entre otros.